# Assolto per aver commesso il fatto
Pour plus de détails, voir Fiche technique et Distribution.
Assolto per aver commesso il fatto est une comédie italienne réalisée par Alberto Sordi et sortie en 1993.

## Synopsis
On suit Emilio Garrone, un ancien inspecteur de la Società Italiana degli Autori ed Editori (SIAE), qui ne compte que sur sa ruse et son entêtement pour détourner (souvent avec des moyens frauduleux) toutes les chaînes de télévision ou de radio privées qui se présentent à lui, tout en prétendant travailler pour les intérêts d'une mystérieuse femme nommée Gilda en Suisse. Dans cet embrouillamini, il ne se soucie pas d'éventuelles poursuites judiciaires, il fait croire à ses victimes et à ses concurrents qu'il a volé le trésor d'un dictateur africain avec lequel il faisait des affaires, et il joue sur la cupidité et la fausse morale de la société, qui semble tout pardonner à un escroc qui réussit.

## Fiche technique
- Titre original italien : Assolto per aver commesso il fatto[1] (litt. « Acquitté pour avoir commis le crime »)
- Réalisateur : Alberto Sordi
- Scénario : Alberto Sordi, Rodolfo Sonego
- Photographie : Armando Nannuzzi
- Montage : Tatiana Casini Morigi (it)
- Musique : Piero Piccioni
- Décors : Marco Dentici (it)
- Costumes : Paola Marchesin (it)
- Production : Ferdinando et Flavia Villevieille Bideri
- Société de production : Mito Film, Rai
- Pays de production :  Italie
- Langue originale : italien
- Format : Couleurs - 1,85:1 - 35 mm
- Durée : 118 minutes
- Genre : Comédie
- Dates de sortie :
  - Italie : 16 avril 1993

## Distribution
- Alberto Sordi : Emilio Garrone
- Angela Finocchiaro : Mariuccia
- Enzo Monteduro : Enzo
- Roberto Sbaratto : Luigi Serra
- David Byrd : Shapiro
- Lou Castel : Hartman
- Robert Nadder : Spielberg
- Marco Predolin : Nex
- Francesca Reggiani : Ilaria
- Franco Diogene : le propriétaire de l'hôtel
- Gianfranco Barra : le juge italien
- Guido Cerniglia : le procureur
- Riccardo Parisio Perrotti : Donegani
- Mauro Bosco : Bistolfi
- Bruno Scipioni : le propriétaire de Radio Montecatini
- Flora Carosello : la concierge
- Andrea Azzarito : le carabinier du contrôle à domicile

## Production
Comme l'a dit Sordi lui-même dans une interview, « le public sait bien que j'ai toujours porté à l'écran des personnages "emblématiques" sans faire d'imitation de tel ou tel. Dans ce cas, le fil conducteur a été l'actualité, qui nous présente chaque jour des financiers et des entrepreneurs effrénés qui, partis de rien, parviennent à faire des affaires d'une valeur de 2000, 3000 milliards de lires. On se demande comment ils font. Avec Sonego, nous avons cherché une réponse : nous avons montré, par exemple, comment les dettes peuvent ne pas constituer une perte pour une entreprise. Une fois que vous avez dépassé une certaine limite, les banques continuent à vous financer pour essayer de récupérer les sommes prêtées ».